# Ořechov (powiat Igława)
Ořechov – miejscowość i gmina (obec) w Czechach, w Kraju Wysoczyna, w powiecie Igława. W 2022 roku liczyła 69 mieszkańców.
Podczas II wojny światowej okolice miejscowości były miejscem pomyłkowego lądowania spadochroniarzy z grupy Out Distance, biorącej udział w zamachu na Reinharda Heydricha.